# Daïra d'El Harrach
Pour les articles homonymes, voir El-Harrach (homonymie).
La daïra d'El Harrach est une daïra de la wilaya d'Alger dont le chef-lieu est la ville éponyme d'El Harrach.

## Walis délégués
Le poste de wali délégué de la wilaya déléguée d'El Harrach a été occupé par plusieurs personnalités politiques nationales depuis sa création.
| N° | Wali délégué        | Début             | Fin               |
| -- | ------------------- | ----------------- | ----------------- |
| 01 | Abderrahmane Lemoui | 2 août 1997       | 13 août 2000      |
| 02 | Mahmoud Djemaâ      | 13 août 2000      | 16 août 2001      |
| 03 | Mohamed Hachemi     | 16 août 2001      | 11 août 2005      |
| 04 | Mohamed Hattab      | 11 août 2005      | 30 septembre 2010 |
| 05 | Mohamed Lebka       | 30 septembre 2010 |                   |
| 06 | Slimane Abcir       | 24 octobre 2013   |                   |
| 07 |                     | 22 juillet 2015   | 7 avril 2021      |
| 08 | Abderrahmane Dehimi | 24 octobre 2013   | en cours          |

## Communes
La daïra d'El Harrach est constituée de quatre communes :
1. Bachdjerrah
2. Bourouba
3. El Harrach
4. Oued Smar